# Kenneth Jurkowski
Kenneth Jurkowski (ur. 2 września 1981 w Nowym Jorku) – amerykański wioślarz, reprezentant Stanów Zjednoczonych w wioślarskiej jedynce podczas Letnich Igrzysk Olimpijskich w Pekinie.

## Osiągnięcia
- Mistrzostwa Świata – Gifu 2005 – czwórka podwójna – 9. miejsce[1][2].
- Mistrzostwa Świata – Eton 2006 – ósemka – 3. miejsce[1][2].
- Igrzyska Olimpijskie – Pekin 2008 – jedynka – 11. miejsce[2].